# Jaunaglona
Jaunaglona (dawniej łot. Kamincys, Kamieniec) − wieś na Łotwie w novadsie Preiļi, 4 km na północ od Agłony, nad jeziorem Rušons.

## Historia
Według Gustawa Manteuffela Kamieniec, wraz z kilkoma innymi sąsiednimi majątkami, był od XVII do początku XIX wieku własnością rodziny Sielickich herbu Korczak. Jednak najprawdopodobniej Kamieniec, wraz z Ruszoną (łot. Rušons) i Rozentowem, już w 1778 roku należał do Antoniego Felkerzamba herbu własnego, czyli Koło Złamane, prezesa sądów ziemskich prowincji dźwińskiej. Później, prawdopodobnie jako wiano, Kamieniec przeszedł na własność rodziny Reuttów herbu Gozdawa. W latach 70. XIX wieku dobra te należały do Michała Reutta, a po nim – do jego syna, również Michała, żonatego z Aleksandrą Clementz. Napoleon Orda na swoim rysunku przedstawiającym pałac Reuttów, pochodzącym z około 1875 roku, umieścił notatkę, że córka Michała Reutta wyszła za niejakiego Wolskiego.
Po I rozbiorze Polski w 1772 roku Kamieniec Inflancki, wcześniej wchodząc w skład Polskich Inflant Rzeczypospolitej, znalazł się na terenie ujezdu dyneburskiego guberni witebskiej Imperium Rosyjskiego. Dobra należały do parafii ruszońskiej. Od końca I wojny światowej miejscowość należy do Łotwy, która w okresie 1940–1990, jako Łotewska Socjalistyczna Republika Radziecka, wchodziła w skład ZSRR.
W XIX wieku stała tu – na ogromnym głazie, który istniał w jednej z pałacowych alej ogrodowych jeszcze w drugiej połowie XIX wieku – mieszcząca kilkadziesiąt osób kaplica zatwierdzona przez papieża Klemensa XIII w 1766 roku. Nazwa miejscowości pochodzi właśnie od tego kamienia. Resztki kamienia pozostały do dziś, są chronione jako zabytek. Według lokalnych podań część kamienia wykorzystano na budowę młyna wodnego, który stoi tu nad jeziorem nad rzeką Tartaks, na końcu ulicy Parkaiela.
Młyn powstał w 1833 roku, był częścią kompleksu dworskiego. Spłonął 31 grudnia 1922 roku. W 1930 roku prałat Aloizs Broks wykorzystał kamienną budowlę do zbudowania elektrowni wodnej zasilającej klasztor i szkołę, którymi zarządzał. Elektrownia została zniszczona w 1947 roku przez powódź spowodowaną ulewnymi deszczami. Elektrownię naprawiono w 1948 roku i działała do 1960 roku, kiedy wzniesiono niedaleko większą elektrownię.
W 1927 roku zmieniono nazwę wsi na współczesną.

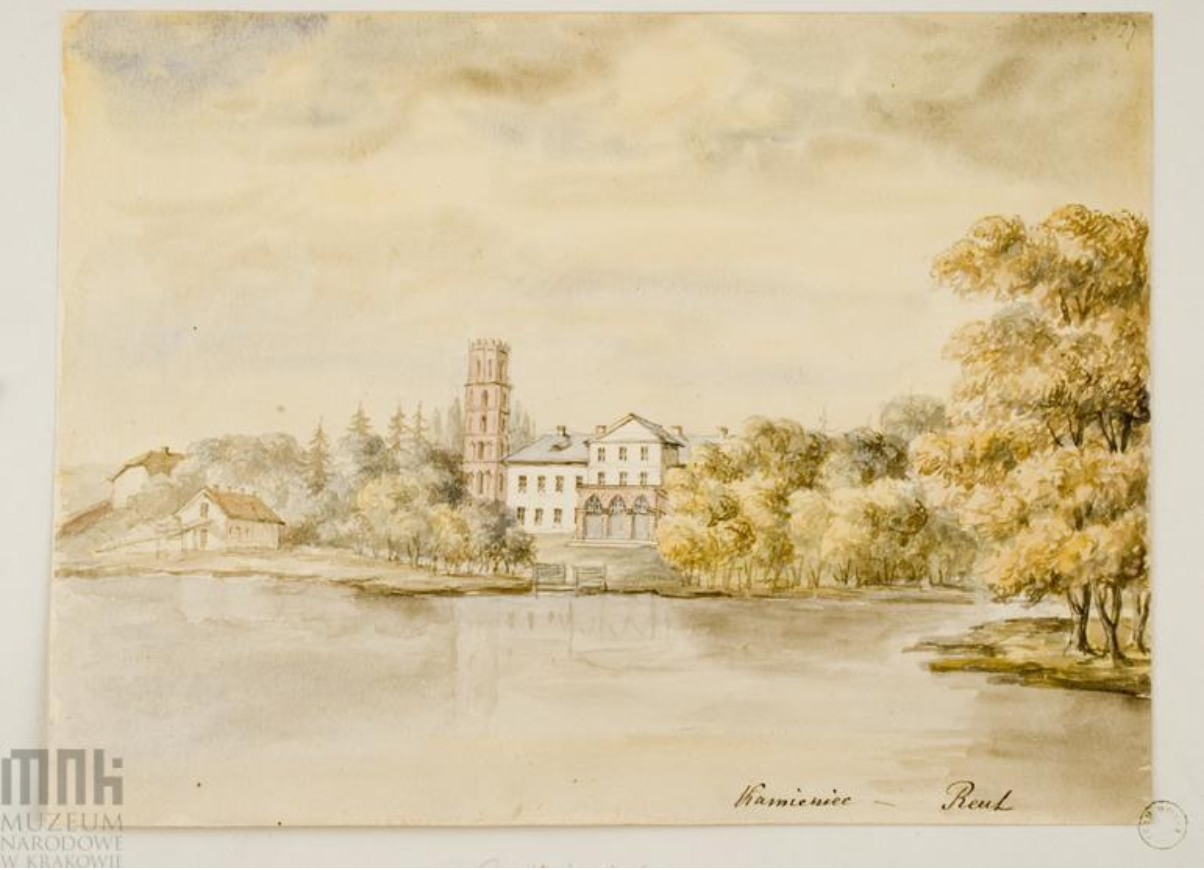
Pałac Reuttów około 1875 roku na rysunku Napoleona Ordy

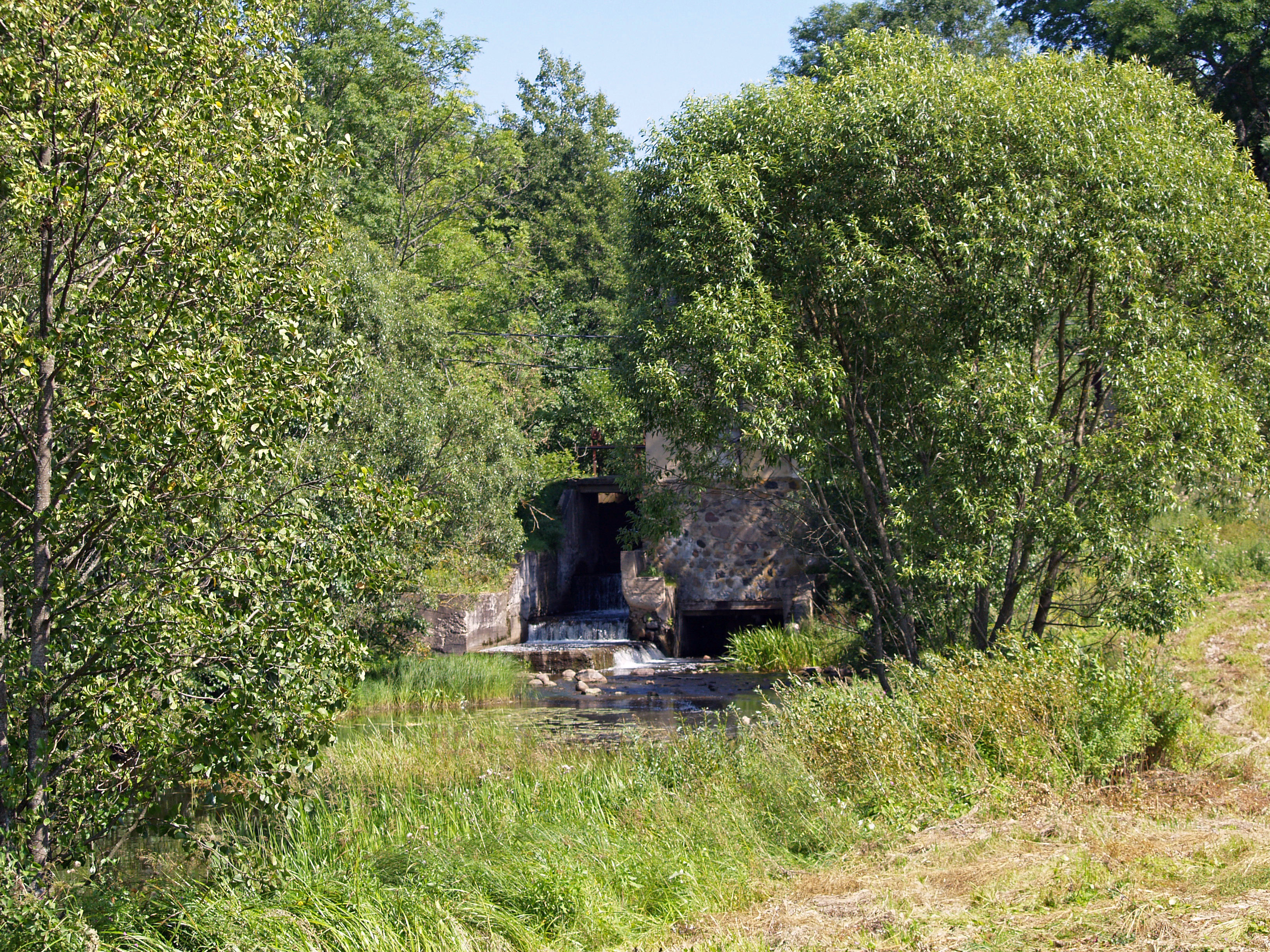
Fragment młyna / elektrowni w Kamieńcu, 2007

## Pałac
W XVIII wieku wzniesiono tu okazałą rezydencję. Tutejszy pałac był budynkiem jedenastoosiowym na rzucie prostokąta, dwukondygnacyjnym, przykrytym gładkim dachem, dwu- albo czterospadowym z niewielkimi kolistymi lukarnami. Od strony jeziora centrum pałacu było zdominowane przez trójosiowy ryzalit, wyższy o jedno piętro i zwieńczony trójkątnym szczytem. Przed ryzalitem usytuowano portyk, którego kolumny były połączone ostrołukowymi arkadami podtrzymującymi górny taras. Portyk miał cechy neogotyku i pochodził z okresu późniejszego niż pałac. Tuż przy jednej z bocznych elewacji wzniesiono sześciopiętrową wieżę o przekroju wielokąta, z ostrołukowymi oknami, po jednym na każdym piętrze i boku wielokąta. Wieżę wieńczył krenelaż.
Pałac stał w centrum parku angielskiego, schodzącego do samego jeziora.

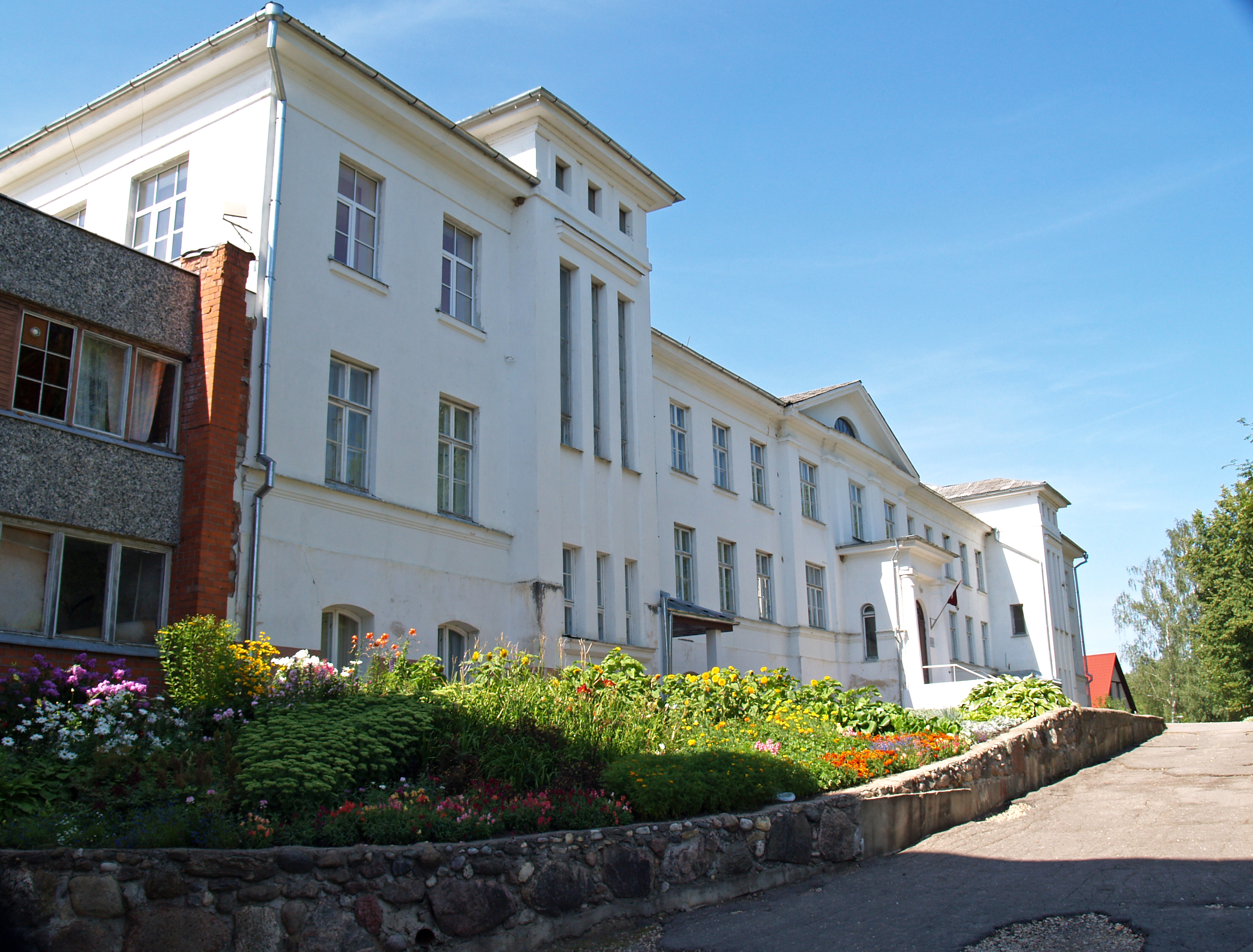
Współczesna frontowa elewacja pałacu, 2007

Po reformie rolnej przeprowadzonej przez rząd łotewski w 1927 roku w pałacu mieścił się klasztor katolicki i gimnazjum dla dziewcząt, które funkcjonowały tu od 18 listopada 1929 roku. Do 17 czerwca 1940 roku dyrektorem placówki był Aloizs Broks. Klasztor i gimnazjum były prowadzone przez siostry Zgromadzenia Jezusa, które przybyły tu z Wiednia na zaproszenie arcybiskupa Antonijsa Springovičsa.
W czasach radzieckich, w 1940 roku powstała tu szkoła mechanizacji Agłona, następnie szkoła rolnicza, a następnie liceum Jaunaglona. Szkoła została zamknięta w 2015 roku. Dziś dworem zarządza parafia katolicka w Agłonie.
Dawny park dworski jest obecnie uznany za zabytek.
W XX wieku gruntownie przebudowano i rozbudowano pałac, w  wyniku czego zatracił on swój pierwotny charakter.
Majątek Kamieniec Inflancki został opisany w 3. tomie Dziejów rezydencji na dawnych kresach Rzeczypospolitej Romana Aftanazego.